# Statuia „Copilul cu broasca” din Constanța
Statuia „Copilul cu broasca” este un monument istoric situat în municipiul Constanța. Figurează pe noua listă a monumentelor istorice sub codul LMI: CT-III-m-B-02933.

## Imagini

## Istoric și trăsături
Statuia „Copilul cu broasca” este amplasată pe Bd.Tomis, nr.82, lângă intrarea la Muzeul de Artă Constanța. Autor este sculptorul Cornel Medrea în anul 1962.